# Michael Wilson (futebol australiano)
Michael Robert Wilson (21 de Novembro de 1976) é um ex-jogador de futebol australiano da Austrália que jogou no Port Adelaide Football Club.